# Antoine Louis Dugès
Antoine Louis Dugès (Mézières, 19 de Dezembro de 1797 — Montpellier, 1 de Maio de 1838) foi um médico e naturalista, pioneiro nos estudos de neonatalogia e nos estudos de fisiologia comparada de batráquios e répteis. Foi ainda autor de uma teoria colonial dos organismos, na qual tentou conciliar as ideias de Georges Cuvier e Étienne Geoffroy Saint-Hilaire.

## Biografia
Antoine Dugès nasceu em Charleville-Mézières, nas Ardennes, no seio de uma família com tradição na área da medicina. Foi sobrinho de Marie Louise Lachapelle.
Aos 16 anos de idade parte para Paris para estudar Medicina. Logo no seu primeiro ano de estudos recebeu um prémio da Faculdade de Medicina, sucesso que repetiu nos anos seguintes, ganhando regularmente várias competições para os estudantes medicina.
Terminado o curso, em 1817 concorreu para um lugar de interno no Hospital Universitário, passando a assistente de anatomia em 1819 e a prossector em 1820. Doutorou-se em 1821 com uma dissertação intitulada Recherches sur les maladies les plus importantes et les moins connues des enfants nouveau-nés ("Investigações sobre as doenças mais importantes e menos conhecido das crianças recém-nascidas").
Publicou em 1823 uma obra intitulada Essai physiologico-pathologique sur la nature de la fièvre, de l'inflammation et des principales névroses [...] suivi de l'histoire des maladies observées à l'hôpital des Enfants malades pendant l'année 1818 ("Ensaio fisio-patológico sobre a natureza da febre, da inflamação e das neuroses principais [...] acompanhando da história das doenças observados no Hospital para Crianças durante o ano 1818"), obra em que tenta conciliar as várias teorias conflituantes então em voga sobre a etiologia das doenças infantis.
Em 1825 obteve por concurso a agregação, sendo um dos primeiros professores agregados, grau académico que havia sido estabelecido no ano anterior.
Entretanto especializara-se em obstetrícia, passando a leccionar a correspondente cadeira na Faculdade de Medicina de Montpellier, que então estava a ser reorganizada. Em 1826 publicou um Manual de obstetrícia (Manuel d'obstétrique) que conheceu várias reedições.
Para além do ensino e investigação em Medicina, dedicou-se ao estudo da história natural e publicou em 1838 um tratado de fisiologia comparada. Estudou em particular os batráquios e os ácaros.
Foi membro e sócio de diversas sociedades científicas, entre as quais a Academia Nacional de Medicina, a Academia das Ciências de Paris e a Academia das Ciências de Berlim. Foi também agraciado com o grau de cavaleiro da Legião de Honra e feito membro da Ordem Nacional do Mérito. Dois anos antes de falecer foi escolhido para decano da Faculdade de Medicina de Montpellier.
Foi responsável pela edição de diversas obras, entre as quais Pratique des accouchemens (Práticas de Obstetrícia), editado em 1821 e 1825 em colaboração com Marie Louise Lachapelle, e vários trabalhos originais, entre as quais Sur la conformité organique dans l'échelle animale, editado em 1832, e Recherches sur les Batraciens, editada em 1834, obra premiada pelo Instituto de França. Foi autor de uma teoria colonial dos organismos, com a qual tentou reconciliar as ideais de Georges Cuvier e Étienne Geoffroy Saint-Hilaire. Segundo a teoria de Dugès, todos os tipos animais podem relacionam-se entre si de acordo com quatro "leis primitivas": 
1. A lei da multiplicidade dos organismos
2. A lei da disposição dos organismos
3. A lei da modificação e da complexificação dos organismos
4. A lei da coalescência

A partir destas quatro leis, Dugès infere uma classificação dos animais em sete grandes divisões.
Foi pai de dois zoólogos que se estabeleceram no México: Alfredo Dugès (1826-1910); e Eugenio Dugès (1826-1895).

## Principais publicações
- Essai sur la nature of fièvre, 1823
- Manuel d'obstétrique, 1826
- Discours sur les causes et le traitement des difformités du rachis, 1827
- Memoire sur la conformite organique dans l' echelle animale, 1832
- Recherches sur l'ostéologie the myologie et des batraciens à leurs différents âges, 1834
- Recherches sur l'ordre des Acariens in général et la famille des Trombidées in particular, 1834
- Traité de physiologie comparée, 1838